# Tatra T6A5
Tatra T6A5 je četveroosovinski jednosmjerni tramvaj koji se proizvodio od 1991. do 1998. godine u tvornici ČKD u Pragu kao nasljednik tramvaja Tatra T3. Ukupno je proizvedeno 296 tramvaja koji voze u redovnom prometu. Proizvedena je i jedna karoserija za tramvaj T6A5.3 koji je izrađen kao modernizacija tramvaja Tatra T3.

## Povijest
Na polovici 1980. godina su u čehoslovačkim tramvajskim mrežama vozni park oblikovali tramvaji Tatra T3, koji konstrukcijom sežu iz 1960. godina. 1980. godina su se proizvodili tramvaji daljnjih generacija, pa je tako proizveden tip Tatra T6B5 za bivši Sovjetski Savez i Bugarsku. Isto tako su proizvedeni tramvaji Tatra KT8D5. U Čehoslovačkoj je opet 1980. godina obnavljan vozni park tipovima Tatra T3SU i T3SUCS, ČKD na kraju 1980. godina je počeo razvijati nasljednika tramvaja Tatra T3. Taj tip se zvao Tatra T6A5.
Prototip T6A5.3 je nastao modernizacijom tramvaja T3 s novom karoserijom na stara postolja. No zbog toga što je tramvaj koštao jednako kao i izrada novog, ideja je napuštena.

## Konstrukcija
Tatra T6A5 je jednosmjerni četveroosovinski tramvaj. Tramvaj je odvojen od tipa T6A2 za Njemačku i T6B5 za Sovjetski Savez.  Pod tramvaja je visok 920 mm od kolosijeka. Tramvaj ima na desnoj strani troja vrata (prvi i drugi dizajn imaju četverokrilna, treći dizajn ima dvokrilna). Stolice su u prvom dizajnu kožne, u drugom i trećem dizajnu su plastične s tekstilom. Prozori su preklopni (u originalu su prozori kao na tramvajima Tatra T3).
Tramvaj ima električnu tiristorsku opremu TV3. Dva tramvaja (daljnji prototipni tramvaji) su bili opremljeni električnom opremom TV14 i TV30 (Bratislava 7957 i 7958).

### Tatra T6A5.3
Tramvaj T6A5.3 (jedini) je probna modernizacija tramvaja Tatra T3 s karoserijom tramvaja T6A5. Iz tramvaja T3 su korištena postolja i još pojedini dijelovi. Naspram tramvajima T6A5, T6A5.3 ima električnu opremu TV14 s IGBT tranzistorima i klasične spojnice. ČKD je proizveo karoseriju, a DPP je dao dijelove.

## Nabave tramvaja
Od 1991. do 1998. godine je proizvedeno 296 tramvaja i 1 karoserija. Tramvaji su proizvedeni za Čehoslovačku, kasniju samostalnu Češku i Slovačku Republiku.
| Država   | Grad       | Tip        | Godine prodaje | Isporučeno tramvaja | Garažni brojevi | Izmjene                                    | Izvori |
| -------- | ---------- | ---------- | -------------- | ------------------- | --------------- | ------------------------------------------ | ------ |
| Češka    | Brno       | T6A5       | 1996.          | 20                  | 1201-1220       |                                            | [ 6 ]  |
| Češka    | Ostrava    | T6A5       | 1994. – 1998.  | 38                  | 1101-1138       |                                            | [ 7 ]  |
| Češka    | Prag       | T6A5       | 1995. – 1997.  | 150                 | 8601-8750       |                                            | [ 8 ]  |
| Češka    | Prag       | karoserija | 1998.          | 1                   | 8600            | Karoserija za tramvaj T6A5.3               | [ 5 ]  |
| Slovačka | Bratislava | T6A5       | 1991. – 2006.  | 58                  | 7901-7958       | 7901, 7902, 7957, 7958-prototipni tramvaji | [ 9 ]  |
| Slovačka | Košice     | T6A5       | 1992. – 1993.  | 30                  | 600-629         |                                            | [ 10 ] |

Upozorenje! Ovo je popis prodaje tramvaja, pa neki gradovi (gdje nisu vozili ti tramvaji) mogu imati više tramvaja toga tipa. (npr. prodaja tramvaja iz Praga u Sofiju)

## Povijesna vozila
| Grad    | Garažni broj | Tvrtka | Godina proizvodnje | Povijesni od | Izvori        |
| ------- | ------------ | ------ | ------------------ | ------------ | ------------- |
| Prag    | 8702         | DPP    | 1996.              | 2014.        | [ 11 ] [ 12 ] |
| Ostrava | 1111         | DPO    | 1995.              | 2023.        | [ 13 ]        |